# Musschia
Musschia Dumort. – rodzaj roślin z rodziny dzwonkowatych. Obejmuje trzy gatunki będące endemitami Madery. 

## Morfologia

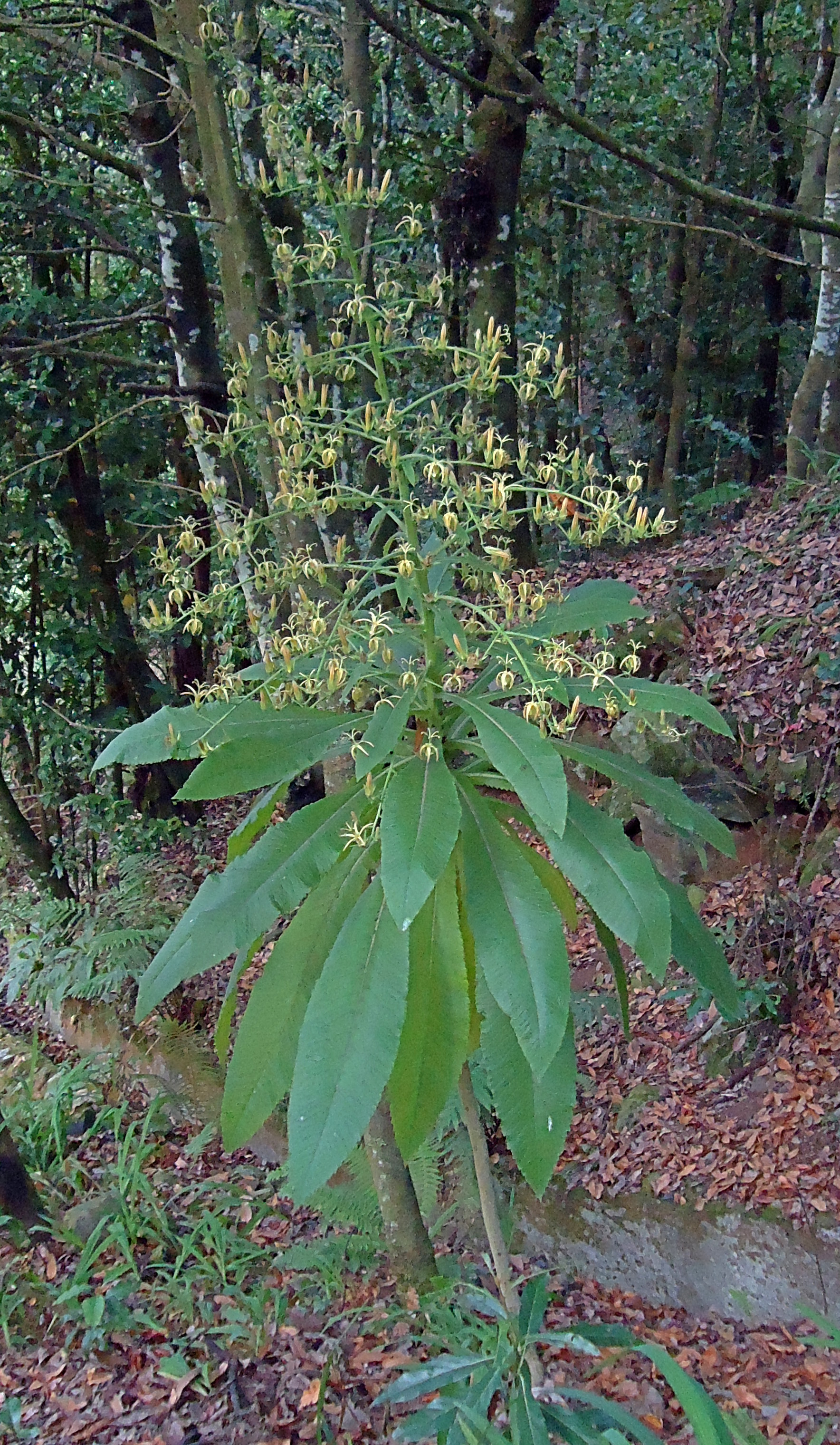
Musschia wollastonii

PokrójPachykauliczne (słabo lub wcale nierozgałęzione) krzewy, w tym monokarpiczne – zamierające po zakwitnięciu, także drewniejące u nasady byliny kwitnące wielokrotnie.
KwiatyOkazałe, szypułkowe, skupione w rozbudowane wiechy na szczytach pędów. Kielich barwny, w takim samym kolorze jak korona. Korona rozpostarta, z łatkami podobnej długości jak rurka, barwy jaskrawożółtej lub czerwonobrązowej.
OwoceTorebki otwierające się z boków licznymi pęknięciami.

## Systematyka
Pozycja systematyczna
Rodzaj z rodziny dzwonkowatych Campanulaceae klasyfikowany w jej obrębie do podrodziny Campanuloideae.
Wykaz gatunków
- Musschia aurea (L.f.) Dumort.
- Musschia isambertoi M.Seq., R.Jardim, Magda Silva & L.Carvalho
- Musschia wollastonii Lowe